# Constitution roumaine de 1965
 (janvier 2025).
Si vous disposez d'ouvrages ou d'articles de référence ou si vous connaissez des sites web de qualité traitant du thème abordé ici, merci de compléter l'article en donnant les références utiles à sa vérifiabilité et en les liant à la section « Notes et références ».
La Constitution roumaine de 1965, la troisième de la Roumanie communiste, a été rédigée par un comité de la Grande Assemblée nationale (Marea Adunare Națională) et approuvée lors d'une session plénière du Comité central du Parti communiste roumain le 28 juin 1965. Elle a ensuite été débattue au neuvième congrès du parti, adoptée par la Grande Assemblée nationale, siégeant en assemblée constituante, le 21 août, et publiée au Moniteur officiel (Monitorul Oficial) le jour même. Cette loi fondamentale était la base sur laquelle reposait la dictature de Nicolae Ceaușescu, arrivé au pouvoir au mois de mars. 
Cette Constitution apporte des changements dans l'organisation et le nom de l'État. Dorénavant, l'État prend le nom de République socialiste roumaine, et l'alliance « fraternelle » avec l'Union soviétique est remplacée par un principe de « respect de la souveraineté et de l'indépendance nationale, d'égalité des droits et d'avantages réciproques, de non-ingérence dans la gestion interne ». 
L'État s'implique davantage dans l'économie (« il organise, planifie et guide l'économie nationale ») et dispose du monopole dans le commerce avec l'étranger. Ce texte offre une série de libertés qui sont purement théoriques, comprenant la liberté d'expression, de la presse, de s'assembler et de manifester, avec comme restriction que ces libertés « ne peuvent être utilisées contre le système socialiste et contre l'intérêt de ceux qui travaillent ». En ce qui concerne l'organisation étatique, à côté de la Grande Assemblée nationale, qui reste théoriquement l'organe décisionnel suprême, se trouve le Président de la République, qui apparaît pour la première fois en Roumanie. Ce président dispose de pouvoirs dictatoriaux. La Constitution de 1965 a été modifié dix fois entre 1968 et 1986, après quoi elle contient 121 articles et 9 titres. Elle est partiellement abrogée en décembre 1989 à la suite de la révolution. D'autres dispositions sont restées en vigueur jusqu'à ce que la nouvelle Constitution soit adoptée le 8 décembre 1991.  

## Sources